# W chłopskie ręce
W chłopskie ręce – polski film obyczajowy z 1946 roku w reż. Leonarda Buczkowskiego. Dystrybucję filmu, jednego z pierwszych polskich półkowników, wstrzymała cenzura.

## Ekipa
- Reżyseria – Leonard Buczkowski
- Scenariusz – Jan Bojar
- Scenopis – Ludwik Starski
- Zdjęcia – Stanisław Wohl
- Scenografia – Anatol Radzinowicz, Czesław Piaskowski
- Muzyka – Zygmunt Wiehler
- Dźwięk – Józef Koprowicz
- Kierownictwo zdjęć – Tadeusz Karwański
- Kierownictwo produkcji – Franciszek Petersile
- Produkcja – Przedsiębiorstwo Państwowe Film Polski

## Obsada
| - Stanisław Łapiński – Witold Patyk - Wanda Meller – Petronela Patykowa - Feliks Żukowski – Franek Kruk - Konstanty Pągowski – Filip - Adam Mikołajewski – Ignacy - Tadeusz Fijewski – Józiek, pomocnik Patyka - Leon Pietraszkiewicz – Jan Froncek | - Kazimierz Brusikiewicz – skrzypek na wiejskiej zabawie - Adolf Chronicki – milicjant - Bronisław Darski – Winciorek, prywatny sklepikarz - Helena Puchniewska – organiścina - (?) Wasilewska – Zośka - Zdzisław Szymański – Jasio |